# Milada
Milada je žensko osebno ime.

## Izvor imena
Ime Milada je k nam prišlo iz Češke. Čehi ga razlagajo kot novejše češko ime, ki izhaja iz staročeškega imena Mlada, Mladena. Danes se ime Milada glede na obliko povezuje s pridevnikom mila to je »mila, ljubljena« in se pojmuje kot češka ustreznica latinskim imenom Amanda, Amata.

## Različice imena
Ljudmila, Milada, Milena, Milana, Milica 

## Pogostost imena
Po podatkih Statističnega urada Republike Slovenije je bilo na dan 31. decembra 2007 v Sloveniji število ženskih oseb z imenom Milada: 38.

## Osebni praznik
V koledarju je ime  Milada zapisano 28. marca (Milada, češka svetnica (Marija Praška), † 28. mar. 994).